# Осмуссаар
Осмуссаар (ест. Osmussaar) або Оденсхольм (швед. Odensholm) — острів у Балтійському морі, належить Естонії. Адміністративно острів відноситься до волості Ноароотсі повіту Ляенемаа. Осмуссаар — сороковий за розміром острів Естонії. Навесні і восени між Осмуссааром і материком пролітають мільйони північних птахів, особливо морянки і гагари, що приваблюють сюди любителів спостерігати за міграцією птахів.

## Опис
Площа — 4,69 км², населення — 4 особи (2013). Острів сягає 4,6 км завдовжки і 1,3 км завширшки в найширшій частині. Найвища точка — 8 м над рівнем моря.

## Назва
Шведською мовою острів зветься Оденсхольм (Odensholm), що перекладається як «могила Одіна». Таку назву він отримав на честь верховного божества скандинавської міфології — Одіна. За легендою його могила міститься на цьому острові. У сучасній Естонії назва Оденсхольм не використовується.

## Історія
Вважається, що острів виник лише 3000 років тому. Він досі піднімається зі швидкістю 2-3 мм у рік.
Історично острів був заселений шведами ще в період вікінгів. У 1710 році більшість населення померло від епідемії чуми.
У 1914 році під час Першої світової війни тут сів на мілину німецький легкий крейсер «Магдебург». Росіяни захопили його кодову книгу і передали її британцям, що зіграло дуже важливу роль в розкритті німецького військово-морського коду і зробило згодом значний вплив на результат війни в цілому.
До 1940 року на острові проживало понад сотню людей, в основному шведів (за переписом 1934 року — 134 особи). Тут працювала школа, дві рибальських пристані. Але після введення радянських військ в Естонію жителі були змушені емігрувати у Швецію.
У 1976 році на Осмуссаарі стався досить сильний землетрус.
Зараз це заповідна територія, що охороняється, тут проживає чотири людини (дві сім'ї). Один з жителів — швед Уно Беркстрем, працює доглядачем маяка. Також він розводить овець ісландської породи, стадо налічує близько 2500 голів, стригти яких запрошують спеціальну бригаду із Шотландії. Їхні послуги фінансуються за кошти Євросоюзу, так як острів разом з його жителями і вівцями потрапив під програму «Відновлення природних ландшафтів».

## Туризм
У середньому острів відвідує близько 3 тис. туристів за рік, переважно у літній період. На Осмуссаарі їх приваблюють, перш за все, мальовничі, в основному геологічні, ландшафти — валуни, оголення шельфу, прибережні дюни і заболочені озерця. Якихось особливо цікавих історичних пам'яток тут немає, хіба що руїни старовинної шведської каплиці Ісуса (побудована в 1765 році) і залишки радянської батареї берегової артилерії № 314. У північно-західній частині острова стоїть смугастий залізобетонний маяк, який можна оглянути зовні.
Відвідувачі приїжджають сюди із сусіднього материкового порту Діргамі, в основному з одноденною екскурсією, так як залишитися на ніч тут ніде, та й особливо не навіщо.
В останні роки прибережні води Осмуссаара стали популярні у дайверів. Неподалік від острова знаходяться затонулі кораблі — німецький «Магдебург» і затонуле нідерландське торгівельне судно. Також неподалік розташований підводний кратер Неугрунд, що утворився після падіння метеорита. Він з майже стрімкими стінами і завглибшки 60-80 метрів. Виник в ордовіцький період.
Осмуссаар — це прекрасне місце для спостереження за перелітними птахами (навесні).